# 옥탸브리스카야역 (칼루시스코 리시스카야선)
옥탸브리스카야역(러시아어: Октябрьская)은 모스크바 지하철 칼루시스코 리시스카야 선의 역이다. 1962년 10월 13일에 개장하였으며, 본래의 칼루시스카야 선이 1970년까지 북쪽 종착역으로써 기능을 하였다.

## 설계
하얀 대리석 기둥과 하얀 도자기 타일로 된 벽으로 장식되어 있다.
자유분방한 형식의 입구로 된 전적재는 칼루시스카야 광장에서 북쪽으로 반 블록 정도 떨어진 울리차 볼샤야 야키만카에 있다.

## 환승
옥탸브리스카야 역에서는 콜체바야 선의 옥탸브리스카야 역으로 갈아탈 수 있다.